# جامع وضريح النبي يوشع بن نون (بغداد)
جامع ومرقد النبي يوشع بن نون وهو من المراقد التراثية الأثرية في العراق ويقع في مقبرة الشيخ معروف في جانب الكرخ من بغداد، ومقابل موقع مطار المثنى، ويقع إلى جانب مبنى الجامع مرقد القبر الذي يحوي ضريح النبي يوشع بن نون بن أفرايم بن يوسف بن يعقوب بن اسحاق بن إبراهيم، ويحتوي المسجد على قبة صغيرة، ولقد كشف عن قبر الضريح لجنة من كبار العلماء في بغداد من قبل دائرة المعارف ودائرة الأوقاف في عام 1386هـ/1967م، ومن ضمن اللجنة العلامة المؤرخ مصطفى جواد، والشيخ نجم الدين الواعظ.
والنبي يوشع بن نون هو من أنبياء بني إسرائيل، ويعود بناء وترميم مرقده إلى العصر الملكي، والقبر مبني من الحجارة القديمة الأثرية، ومنقوش عليه نقوش إسلامية مغطاة بقماش أسود، وجاري ترميمه الآن من قبل دائرة الآثار والتراث وبإشراف من قبل ديوان الوقف السني في العراق، ولقد عاش النبي يوشع بين القرنين 12 و13 قبل الميلاد.
وقال الخطيب البغدادي أن النبي يوشع بن نون مدفون في بغداد في الجانب الغربي بمنطقة يقال لها الشونيزية مستندًا إلى وصية عبد الله بن أحمد بن حنبل بأن يدفن إلى جوار نبي أحب أليهِ من أن يدفن بجوار أبيه. وهذا شاهد تأريخي على صحة مكان قبرهِ في مقبرة الشونيزية، وقد زاره الرحالة الدنماركي نيبهر وقال عنه: «بقرب بهلول دانة (يقصد مرقد بهلول بن دانة الكوفي) يرى اليوم بناء صغير فيه قبر يسمى النبى يوشع الذي يكثر اليهود من زيارته».
كما ورد في كتب التراث الإسلامي (يوشع بن نون في الإسلام) ان النبي يوشع هو الفتى الذي رافق النبي موسى وأنتظره عند ذهابهِ مع العبد الصالح، الذي خرق السفينة وقتل الغلام وأقام الجدار، وهو ينتظر موسى، حتى لم يعد لدى (يوشع) أمل بعودة موسى فسار وحده. وبعد موت هارون بنحو سنة مات موسى، فأرسل الله يوشع بن نون نبيًا إلى بني إسرائيل، فاستقروا تحت حكم يوشع وعاشوا زمنًا في أحسن حال إلى ان مات يوشع. وان اسمه بقي متداولا في مدونات الرحالة الأجانب الذين زاروا المنطقة، فعند بداية القرن السابع عشر زار المنطقة السائح (بيدرو تكسيرا) بين عامي 1604 و1605، وتطرق إلى القبر باسم يوشع كادول في جانب الكرخ ووصف مزاره. وجاء صاحب كتاب نزهة المشتاق مؤكدا كلمة النبي وكادول معا واضعًا بينهما كلمة كوهين عندما قال، ان في جانب الكرخ من مدينة السلام مدفن رجل من أئمة اليهود وصلحاؤهم يقصدونه للزيارة والتبرك يسمى النبي يوشع كوهين كادول، وهو بقرب مدفن الشيخ معروف الكرخي، وغاية مايقول الشعب اليهودي أن هناك مدفن أحد الصالحين أو أحد الرؤساء من الكهنة (الكوهينين)، ولم يعرفوا عنهُ شيئا.
كما تكلم عن المزار الرحالة بنيامين الثاني وقال ما تعريبه: وعلى مسافة ساعة من بغداد، بناء صغير تظلله ثماني نخلات جبارات ويقسم قسمين في أحداهما قبر يوشع الكاهن العظيم، المزين غاية الزينة الذي ذكره زكريا (1:3) وتحت النعش نجد مخطوطات كثيرة يقرأ منها بعض المقاطع عند قبره وبما ان في بغداد 12 أو 15 بيتا يرقون أصلهم إلى الأسرى اليهود الأولين، فربما يوشع هذا كان واحداً منهم.
ويوجد مقام آخر لهُ في ضواحي مدينة السلط بغرب الأردن يعرف باسم ضريح ومقام النبي يوشع.